# Johann Christian Fischer
Johann Christian Fischer (vers el 1733 a Friburg de Brisgòvia, segons altres fonts a Conradsdorf prop de Freiberg a Saxònia - Londres, Anglaterra, 29 d'abril, 1800) va ser un compositor i oboista alemany.

## Biografia
La primera menció verificable de Johann Christian Fischer és un concert d'oboè a Varsòvia cap al 1757, en presència del rei polonès August III, de la banda de Dresden del qual Fischer era membre amb un sou de 400 tàlers. El 1764 va estudiar a Torí amb l'oboista Alessandro Besozzi per millorar el seu estil d'interpretació i aplicar les tècniques dels més grans cantants italians a la seva interpretació. Fischer es va quedar posteriorment a París, on va actuar al Concert Spirituel, al sud dels Països Baixos i a Mannheim, on va impressionar el nen de nou anys Wolfgang Amadeus Mozart. Va compondre les seves 12 variacions KV 179 (189a) sobre un minuet de Johann Christian Fischer. El 1767 va ser clavecinista a la cort de Berlín, segons Charles Burney, com a successor del deshonrat Johann Christian Bach. Un any més tard, Fischer va arribar a Londres. La seva reputació com a oboista es va estendre ràpidament i va actuar en la majoria dels concerts importants a Londres i altres ciutats. El 1774 va aparèixer regularment a la cort i va formar part del grup de música de cambra de la reina amb Johann Christian Bach i Carl Friedrich Abel. Des d'aquesta posició va tenir una gran influència en els seus alumnes, entre els quals hi havia Charles Suck, Christopher Kellner i Antonin Sallatin, i la seva tècnica d'interpretació també va influir en els oboistes coneguts de la seva època.
El 1780 es va casar amb la filla del seu amic, el pintor Thomas Gainsborough, malgrat la seva oposició. La relació es va trencar poc temps després. Fischer no va poder obtenir una posició permanent a Londres, ni com a oboista de la cort ni com a director de banda reial. De tornada al continent, Fischer va fer concerts a Mannheim i Viena el 1786, abans de tornar a Londres el 1790. Amb l'excepció d'alguns concerts, es va retirar del públic. Va patir un ictus en un concert a la residència reial i va morir poc després. En el seu darrer testament va expressar el desig que totes les composicions manuscrites fossin presentades al rei.

## Obra
Johann Christian Fischer va deixar enrere 10 concerts per a oboè, 5 per a altres instruments, 7 divertiments per a 2 flautes op. 2, 6 divertiments més per a 2 flautes i nombroses obres en solitari. Fischer també va escriure diversos llibres de text d'oboè, The Compleat Tutor for the Hautboy (1770), una segona edició ampliada com a New and Instructions Tutor for the Hautboy (1780) i The Hotboy Preceptor (1800).